# Zastupitelstvo hlavního města Prahy
Zastupitelstvo hlavního města Prahy (ZHMP) je voleným orgánem hlavního města Prahy. Hlavní město Praha je samostatným druhem územního samosprávného celku a není tedy ani krajem, ani obcí. Jeho zastupitelstvo má pravomoci obdobné krajským i obecním zastupitelstvům. Je složeno z 55 až 70 členů, kteří jsou voleni v rámci voleb do zastupitelstev obcí na 4 roky.
Zastupitelstvo zasedá v budově magistrátu na Mariánském náměstí, schází se většinou jednou měsíčně (s výjimkou měsíců července a srpna). Zasedání zastupitelstva jsou (na rozdíl od schůzí rady) veřejně přístupná a jsou v přímém přenosu i ze záznamu dostupná na webu Magistrátu hlavního města Prahy.

## Kluby

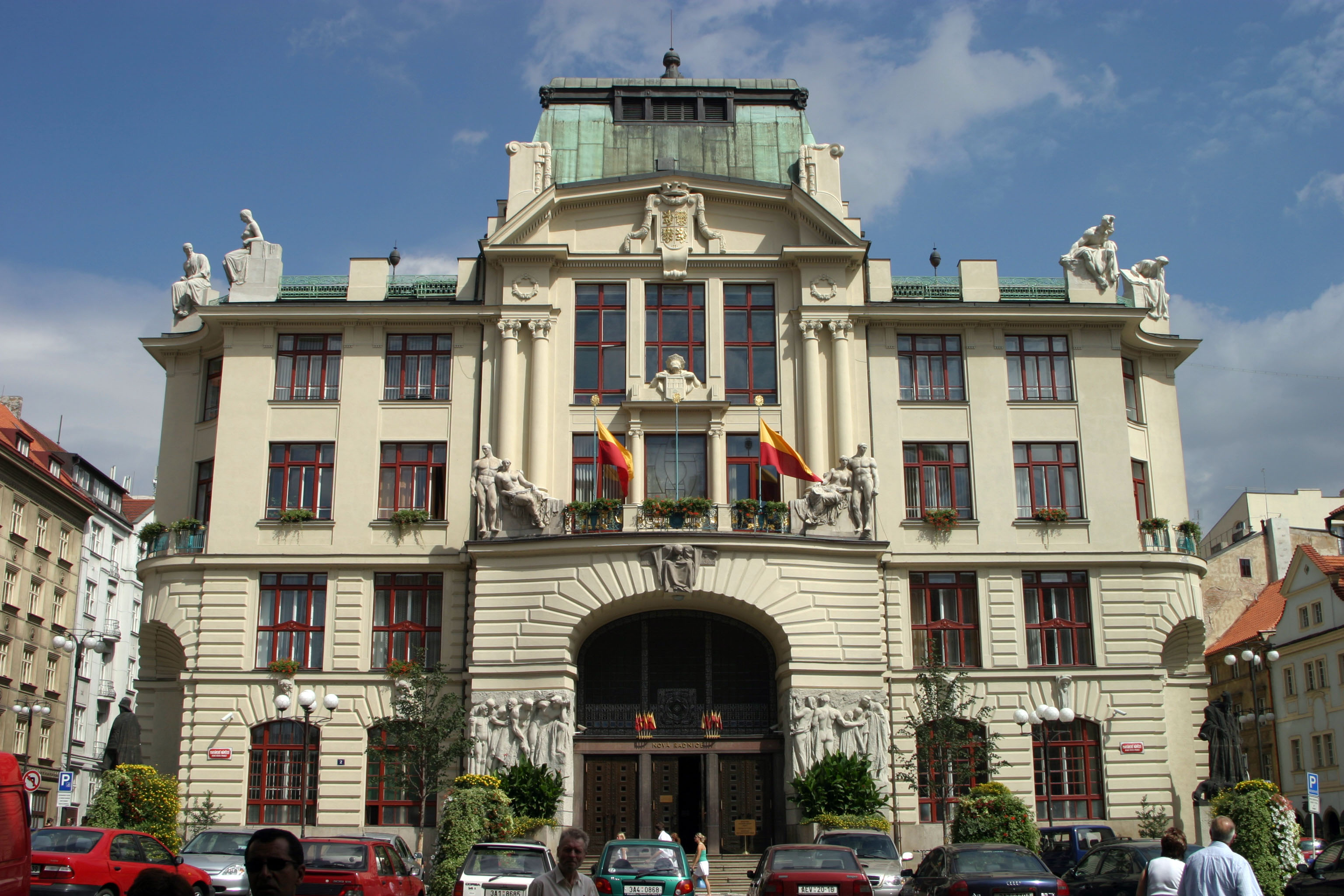
Magistrát hlavního města Prahy na Mariánském náměstí

### 2006–2010

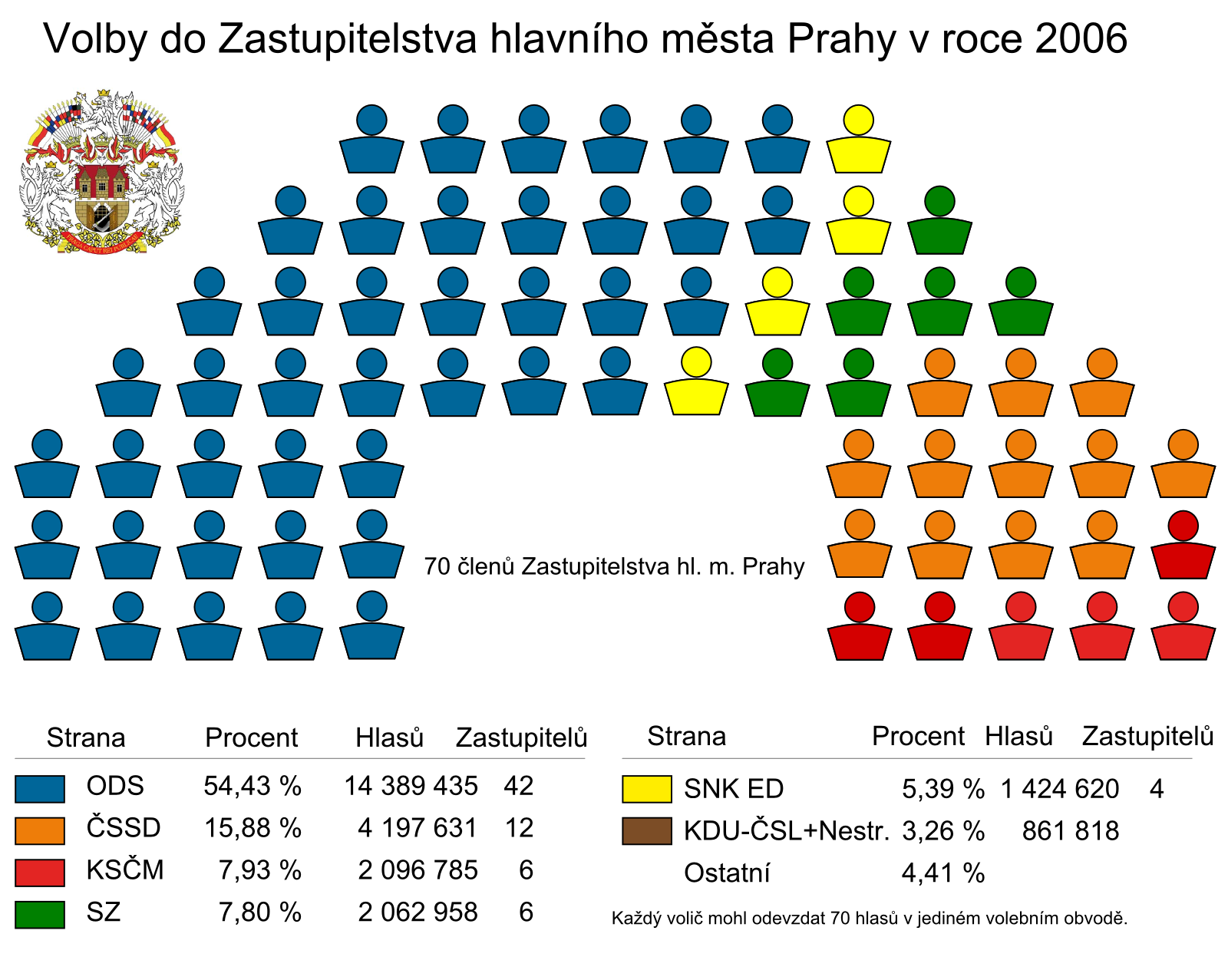
Výsledky voleb do Zastupitelstva hl. m. Prahy v roce 2006

Ve volebním období 2006–2010 bylo v zastupitelstvu zastoupeno 5 politických klubů:
- Klub ODS (42)
- Klub ČSSD (12)
- Klub KSČM (6)
- Klub SZ (6)
- Klub SNK ED (4)

V Radě hlavního města Prahy vedené primátorem Pavlem Bémem byli zpočátku kromě vítězné ODS i dva zástupci Strany zelených a SNK ED, oba však po kauze Opencard v průběhu volebního období z rady odstoupili.

### 2010–2014

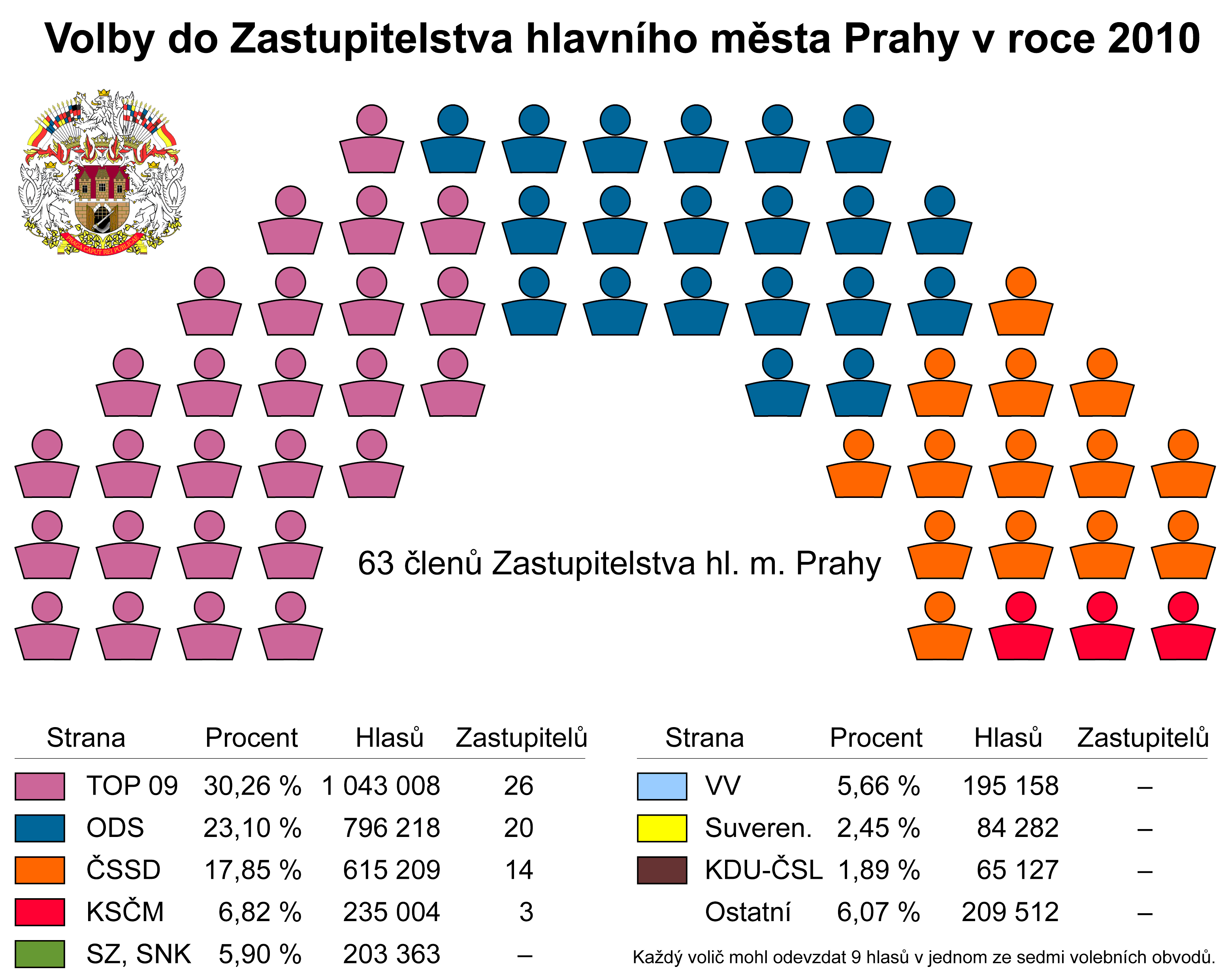
Výsledky voleb do Zastupitelstva hl. m. Prahy v roce 2010

Ve volebním období 2010–2014 byly v zastupitelstvu zastoupeny 4 politické kluby:
- Klub TOP 09 (26)
- Klub ODS (20)
- Klub ČSSD (14)
- Klub KSČM (3)

Koaliční smlouvu podepsali po volbách nejprve zástupci ODS a ČSSD, primátorem se stal Bohuslav Svoboda z ODS. Po roce společného vládnutí byla spolupráce ukončena kvůli vyhrocené ekonomické situaci v metropoli. ODS podepsala novou koaliční smlouvu s TOP 09, primátorem zůstal i nadále Bohuslav Svoboda. V květnu 2013 byl z čela rady odvolán a jeho pravomocemi byl pověřen Tomáš Hudeček z TOP 09. Ten díky podpoře ČSSD složil jednobarevnou radu složenou pouze ze zástupců TOP 09, která v metropoli dovládla až do voleb v roce 2014.

### 2014–2018

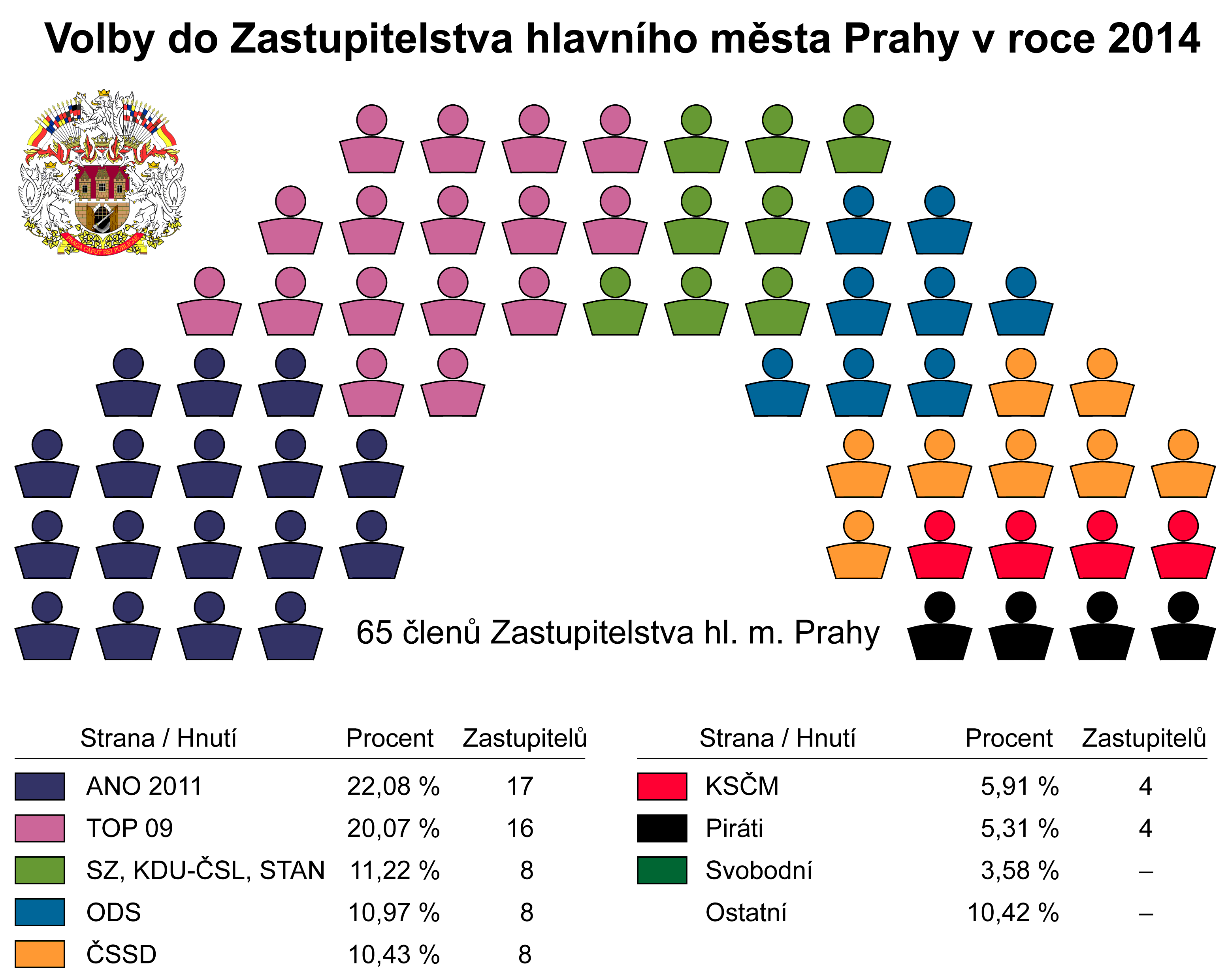
Výsledky voleb do Zastupitelstva hl. m. Prahy v roce 2014

Ve volebním období 2014–2018 bylo v zastupitelstvu zastoupeno 7 politických klubů:
- Klub ANO (17)
- Klub TOP 09 (16)
- Klub Trojkoalice (8) – tvořen SZ (4), KDU-ČSL (2) a STAN (2)
- Klub ODS (8)
- Klub ČSSD (8)
- Klub KSČM (4)
- Klub Piráti (4)

Koaliční smlouvu podepsali po volbách zástupci ANO, Trojkoalice a ČSSD. Primátorkou a vůbec první ženou v této funkci se stala Adriana Krnáčová z ANO. V říjnu 2015 došlo k odvolání části členů rady a po téměř půlročních neshodách byla v dubnu 2016 podepsána nová koaliční smlouva mezi stejnými politickými subjekty.

### 2018–2022

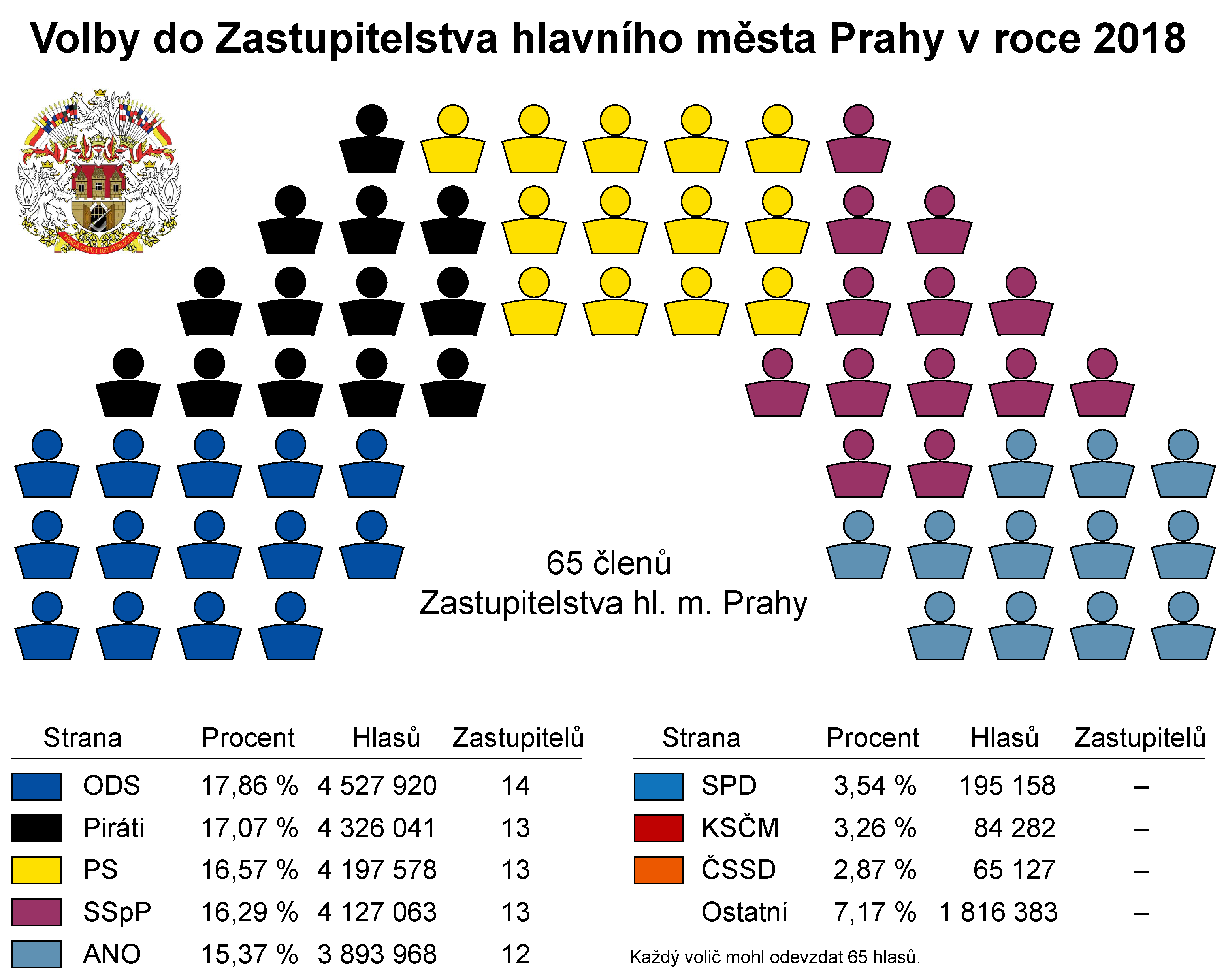
Výsledky voleb do Zastupitelstva hl. m. Prahy v roce 2018

Ve volebním období 2018–2022 bylo v zastupitelstvu zastoupeno 5 politických klubů:
- Klub ODS (14)
- Klub Piráti (13)
- Klub Praha sobě (13)
- Klub Spojené síly pro Prahu (13) – tvořen TOP 09 (9) a STAN (4)
- Klub ANO (12)

Koaliční smlouvu podepsali po volbách Piráti, Praha sobě a Spojené síly pro Prahu. Primátorem se stal Zdeněk Hřib z České pirátské strany.

### 2022–2026
Ve volebním období 2022–2026 bylo v zastupitelstvu zastoupeno 6 politických klubů:
- Klub SPOLU pro Prahu (18) – tvořen ODS (9), TOP 09 (7) a KDU-ČSL (2)
- Klub ANO (14)
- Klub Pirátů (13)
- Klub Prahy sobě (11)
- Klub STAN (5)
- Klub SPD (3)
- Nezařazená (do 17. února 2023 SPOLU pro Prahu)

Vítězná koalice SPOLU požadovala post primátora pro Bohuslava Svobodu a preferovala koalici na vládním půdorysu, tedy s Piráty a hnutím STAN; paralelně jednala o možné spolupráci také s hnutím ANO. Piráti původně trvali na širší koalici zahrnující také uskupení Praha sobě. Této variantě bylo nakloněno také hnutí STAN. Zástupci SPOLU ale přítomnost Prahy sobě v budoucí radě odmítli. Piráti také odmítali možnost obsazení trestně stíhaného Jana Wolfa z KDU-ČSL na pozici radního. Kritizovali také kumulaci funkcí, například primátor Bohuslav Svoboda je současně poslancem.
K podpisu koaliční smlouvy došlo až 15. února 2023, tedy téměř pět měsíců po komunálních volbách, což je nejdéle v historii České republiky. Koalice vznikla na vládním půdorysu, tedy SPOLU (ODS, TOP 09, KDU-ČSL), Piráti a hnutí STAN. Situaci odblokovala nabídka SPOLU, aby Piráti a STAN měli dohromady většinu v radě a Jan Wolf nebyl obsazen v radě, Piráti naopak ustoupili v tom, že do koalice nevstoupí se sdružením Praha sobě a Bohuslav Svoboda zůstane poslancem. Primátorem se následně stal Bohuslav Svoboda, pozici prvního náměstka zastává Zděněk Hřib.
Dne 17. února 2023 byla ze zastupitelského klubu SPOLU vyloučena senátorka a zastupitelka Hana Kordová Marvanová. Jako důvod pro vyloučení bylo uvedeno, že jako jediná odmítla hlasovat při volbě primátora pro kandidáta dohodnuté koalice Bohuslava Svobodu (ODS).

## Volby do Zastupitelstva hlavního města Prahy

### Jednotlivě
Volby do zastupitelstva od vzniku Velké Prahy: 1923 • 1927 • 1931 • 1938 • 1990 • 1994 • 1998 • 2002 • 2006 • 2010 • 2014 • 2018 • 2022

### Dle rozdělovaných mandátů
Přehled zastoupení zastupitelstva dle získaných mandátů.
| Volby 1923 100 mandátů | 19 KSČ | 2 PC | 9 ČSSD | 1 S | 1 P | 22 ČSNS | 6 ČSL | 4 DPA | 1 D | 2 RSZML | 7 ČŽOSS | 23 ČsND | 2 HSG | 1 |

| Volby 1927 100 mandátů | 17 KSČ | 2 ŽS | 12 ČSSD | 23 ČSNS | 6 ČSL | 3 DDFP | 2 D | 2 RSZML | 6 ČŽOSS | 3 NSP | 17 ČsND | 2 SSNS | 2 NOB | 1 N | 2 O. |

| Volby 1931 100 mandátů | 13 KSČ | 2 PC | 14 ČSSD | 1 NS | 23 ČSNS | 6 ČSL | 2 DWG | 2 D | 2 RSZML | 5 ČŽOSS | 15 ČsND | 11 NL | 1 NOF | 1 N | 2 O. |

| Volby 1938 100 mandátů | 17 KSČ | 2 ŽS | 14 ČSSD | 26 ČSNS | 7 ČSL | 1 D | 4 RSZML | 7 ČŽOSS | 12 NSj | 6 NL | 1 NOF | 3 SdP |

| Volby 1990 76 mandátů | 11 KSČ | 5 ČSSD | 2 ČSNS | 9 SZ | 3 ČSL | 1 KDS | 2 KAN | 38 OF | 3 SPR-RSČ | 2 Nez. |

| Volby 1994 55 mandátů | 6 KSČM | 5 ČSSD | 2 DŽJ | 1 SZ | 3 OH | 1 P-P | 1 K-Č | 3 DEU | 1 KDS | 1 KAN | 5 ODA | 23 ODS | 1 S-R | 2 Nez. |

| Volby 1998 55 mandátů | 8 KSČM | 10 ČSSD | 16 Čtyřkoalice | 21 ODS |

| Volby 2002 70 mandátů | 8 KSČM | 12 ČSSD | 1 K-Č | 2 U-D | 15 Sdružení ED, NK | 2 SNK | 30 ODS |

| Volby 2006 70 mandátů | 6 KSČM | 12 ČSSD | 6 SZ | 4 SNK-ED | 42 ODS |

| Volby 2010 63 mandátů | 3 KSČM | 14 ČSSD | 26 TOP 09 | 20 ODS |

| Volby 2014 65 mandátů | 4 KSČM | 8 ČSSD | 4 Piráti | 8 Trojkoalice | 16 TOP 09 | 8 ODS | 17 ANO |

| Volby 2018 65 mandátů | 13 Piráti | 13 Praha sobě | 13 Spojené síly pro Prahu | 14 ODS | 12 ANO |

| Volby 2022 65 mandátů | 13 Piráti | 11 Praha sobě | 5 STAN | 19 SPOLU (ODS: 9, TOP 09: 7, KDU-ČSL: 2, NK: 1) | 14 ANO | 3 SPD |

Poznámky
1. ↑  Národně hospodářská skupina československých nájemníků a konsumentů – 1 mandát.
2. ↑  Nepolitická hospodářská skupina poplatných a pracujících vrstev – 2 mandáty.
3. ↑  Nepolitická hospodářská skupina nájemníků a neodvislých voličů – 2 mandáty.
4. ↑  Koalice Zelení, KDU-ČSL a Starostové a nezávislí.
5. ↑  Koalice TOP 09 a Starostové a nezávislí ve spolupráci s KDU-ČSL, LES a SNK ED.